# Schaunbergi Anna cillei grófné
Schaunbergi Anna (1358 körül – 1396 körül) grófnő. Cillei Borbála királyné édesanyja.

## Élete

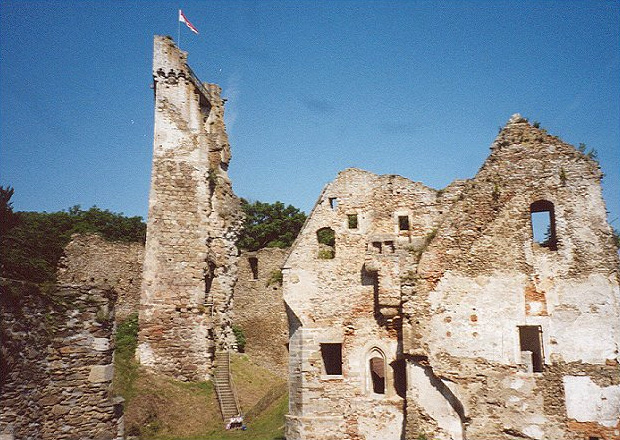
Schaunberg romjai

VII. Henriknek, Schaunberg grófjának és Görzi Orsolya grófnénak a lánya volt. A Schaunbergek a Julbach grófok nemzetségéből származtak. A Schaunburg Grófság Felső-Ausztriában helyezkedett el. A grófságot a család 1316-tól már birtokolta. 1388-ban Anna apja, VII. Henrik gróf fellázadt a Habsburgok ellen. Anna 1377 körül feleségül ment Cillei Hermann grófhoz. Hat gyermekük született. A legkisebb Cillei Borbála volt, aki négyéves kora körül vesztette el az édesanyját.

## Gyermekei

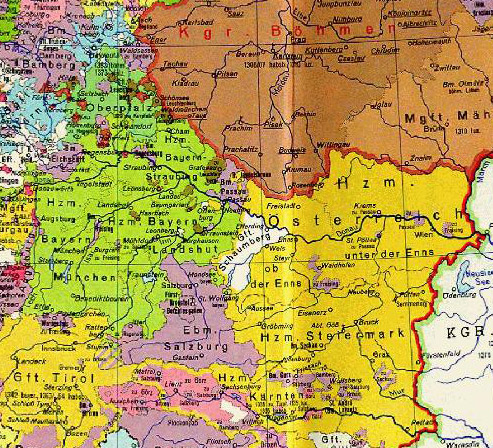
A Schaunbergi Grófság Bajorország és Ausztria között, 1378

- Férjétől, II. Hermann (1360 körül–1435) cillei gróftól, 6 gyermek:
  - Frigyes (1379–1454), II. Frigyes néven cillei gróf, 1. felesége Frangepán Erzsébet (–1422), Frangepán István lánya, 1 fiú, 2. felesége Dešnić Veronika (–1425), 1 fiú+2 természetes gyermek, többek között:
    - (1. feleségétől): Cillei Ulrik (1406–1456), felesége Branković Katalin (–1490/92), 3 gyermek, többek között:
      - Cillei Erzsébet (1441–1455), jegyese Hunyadi Mátyás (1443–1490)

    - (2. feleségétől): Cillei Frigyes karthauzi szerzetes

  - Hermann (1380 körül–1426), 1. felesége Abensbergi Erzsébet (1377–1423 előtt), 2. felesége Bajor Erzsébet (1403 körül–1447), egy lány az első házasságból
  - Erzsébet (–1424/26), férje V. Henrik görzi gróf (1376–1454), 6 gyermek
  - Anna (1384 körül–1439), férje Garai Miklós (1366 körül–1433) nádor, 4 gyermek, többek között:
    - Garai László (1410 körül–1459), Magyarország nádora, felesége Piast Alexandra, I. Bolko tescheni herceg lánya, 4 gyermek, többek között: 
      - Garai Anna, jegyese Hunyadi Mátyás (1443–1490)

  - Lajos (–1417)
  - Borbála (1392–1451), férje Luxemburgi Zsigmond (1368–1437) magyar király és német-római császár, egy leány:
    - Luxemburgi Erzsébet (1409–1442), férje: Habsburg Albert (1397–1439) magyar király, német király és osztrák herceg, 4 gyermek:
      - Habsburg Anna (1432–1462), férje Szász Vilmos (1425–1482), 2 gyermek
      - Habsburg György (1435–1435)
      - Habsburg Erzsébet (1437-1505), férje IV. Kázmér lengyel király (1427–1492), 13 gyermek, többek között:
        - Jagelló Ulászló (1456–1516) II. Ulászló néven magyar és cseh király, 1. felesége Hohenzollern Borbála (1464–1515) brandenburgi őrgrófnő, elváltak, gyermekei nem születtek, 2. felesége Aragóniai Beatrix (1457–1508) nápolyi királyi hercegnő, elváltak, gyermekei nem születtek, 3. felesége Foix Anna (1484–1506) candale-i grófnő, 2 gyermek:

      - V. (Habsburg) László (1440–1457) magyar király és osztrák herceg

## Külső hivatkozások
- Schaunbergi Anna felmenői – 2014. május 12.
- FMG/Croatia/Counts of Cilli – 2014. május 12.
- Euweb/Cilly Family – 2014. május 12.

| Előző Piast Anna | Cillei grófné 1392 – 1396 körül | Következő Branković Katalin |